# Coupe de Suisse de hockey sur glace 1960-1961
Navigation
1959-1960 1961-1962
La Coupe de Suisse de hockey sur glace 1960-1961 est la 5e édition de cette compétition de hockey sur glace organisée par la Fédération suisse de hockey sur glace. La Coupe a débuté le 7 novembre 1960 et s'est terminée le 23 février 1961 avec la victoire du Zürcher SC sur le HC Viège. Avec cette victoire, couplée à son titre de champion national glané la même saison, le ZSC est la première équipe à réaliser le doublé dans l'histoire du hockey suisse.

## Formule
La compétition se déroule en 6 tours. Les vainqueurs d'un tour se qualifient directement pour le suivant.

## Participants
| Ligue nationale A (LNA)             | Ligue nationale B (LNB) | Ligues inférieures       | Ligues inférieures   |
| ----------------------------------- | ----------------------- | ------------------------ | -------------------- |
| HC Ambrì-Piotta                     | HC Arosa                | EHC Aarau                | SC Rapperswil-Jona   |
| HC Bâle-Rotweiss                    | HC Bienne               | HC Ascona                | EHC Rheinfelden      |
| CP Berne                            | HC La Chaux-de-Fonds    | EHC Bassersdorf          | EHC Riesbach         |
| Lausanne HC                         | HC Crans-Montana        | EHC Binnigen             | HC Saint-Imier       |
| Neuchâtel Sports Young Sprinters HC | CP Fleurier             | Breitlachen              | HC Soleure           |
| HC Viège                            | HC Gottéron             | EHC Bülach               | Star Lausanne HC     |
| Zürcher SC (T)                      | Grasshopper Club Zurich | EHC Dübendorf            | HC Steffisburg       |
|                                     | EHC Kloten              | Grischun Kniggers        | EHC Thun             |
|                                     | SC Langnau              | Länggasse Berne          | Urania Genève Sport  |
|                                     | HC Martigny             | HC Le Locle              | HC Uster             |
|                                     | Servette HC             | CP Lucerne               | EHC Veltheim         |
|                                     | HC Sierre               | HC Lugano                | Villars HC           |
|                                     | HC Sion                 | HC Moutier               | HC Wetzikon          |
|                                     | EHC Winterthour         | HC Le Pont-Charbonnières | HC Yverdon-les-Bains |

## Nombre d'équipes par ligue et par tour
| Ligue/Manche                | Premier tour | Deuxième tour | Huitièmes de finale | Quarts de finale | Demi- finales | Finale |
| --------------------------- | ------------ | ------------- | ------------------- | ---------------- | ------------- | ------ |
| LNA 7 clubs                 | Aucun        | 7             | 7                   | 6                | 3             | 2      |
| LNB 14 clubs                | 6            | 13            | 7                   | 1                | Aucun         | Aucun  |
| Ligues inférieures 28 clubs | 28           | 10            | 2                   | 1                | 1             | Aucun  |
| Total                       | 34           | 30            | 16                  | 8                | 4             | 2      |

## Résultats

### Premier tour
| 7 novembre 1960 | EHC Bülach | 3-2 (pr) (1-0, 1-2, 0-0, 1-0) | EHC Bassersdorf | Kloten |

| 9 novembre 1960 | HC La Chaux-de-Fonds | 18-1 (8-0, 6-1, 4-0) | HC Steffisburg |  |

| 9 novembre 1960 | Urania Genève Sport | 16-0 (6-0, 4-0, 6-0) | HC Le Locle |  |

| 9 novembre 1960 | EHC Riesbach | 5-4 | HC Wetzikon | Dolder, Zurich |

| 12 novembre 1960 | EHC Dübendorf | 6-2 | EHC Binnigen |  |

| 12 novembre 1960 | EHC Kloten | 8-4 (2-1, 4-1, 2-2) | EHC Veltheim |  |

| 12 novembre 1960 | HC Ascona | 5-1 (2-1, 0-0, 3-0) | Star Lausanne HC | Ambrì |

| 12 novembre 1960 | EHC Thun | 0-8 (0-2, 0-3, 0-3) | Villars HC |  |

| 12 novembre 1960 | HC Lugano | 8-2 (4-0, 1-1, 3-1) | HC Moutier |  |

| 12 novembre 1960 | HC Soleure | 10-0 (6-0, 3-0, 1-0) | HC Uster |  |

| 13 novembre 1960 | Breitlachen | 2-11 (0-4, 2-5, 0-2) | Servette HC |  |

| 13 novembre 1960 | EHC Winterthour | 20-3 (6-1, 7-0, 7-2) | EHC Aarau |  |

| 13 novembre 1960 | SC Rapperswil-Jona | 6-1 (1-1, 2-0, 3-0) | EHC Rheinfelden | Uzwil |

| 13 novembre 1960 | HC Saint-Imier | 6-5 (pr) (3-2, 2-0, 0-3, 1-0) | HC Yverdon-les-Bains |  |

| 13 novembre 1960 | HC Martigny | 9-0 (1-0, 7-0, 1-0) | Länggasse Berne |  |

|  | CP Lucerne | 5-0 Forfait | HC Le Pont-Charbonnières |  |

|  | HC Bienne | 5-0 Forfait | Grischun Kniggers |  |

### Deuxième tour
| 13 novembre 1960 | HC Sion | 1-8 (1-5, 0-3, 0-0) | HC La Chaux-de-Fonds |  |

| 15 novembre 1960 | Urania Genève Sport | 1-6 (1-2, 0-1, 0-3) | Neuchâtel Sports Young Sprinters HC |  |

| 15 novembre 1960 | EHC Kloten | 1-17 (0-5, 0-7, 1-5) | Zürcher SC (T) |  |

| 15 novembre 1960 | HC Bienne | 7-3 (1-0, 4-3, 2-0) | Grasshopper Club Zurich |  |

| 18 novembre 1960 | EHC Winterthour | 1-12 (1-1, 0-6, 0-5) | CP Berne |  |

| 19 novembre 1960 | CP Fleurier | 6-0 (2-0, 4-0, 0-0) | EHC Dübendorf |  |

| 19 novembre 1960 | HC Lugano | 10-1 (3-0, 4-1, 3-0) | HC Saint-Imier | Wetzikon |

| 20 novembre 1960 | EHC Riesbach | 1-7 (0-1, 0-2, 1-4) | HC Arosa |  |

| 23 novembre 1960 | HC Ascona | 0-14 (0-9, 0-2, 0-3) | HC Ambrì-Piotta |  |

| 24 novembre 1960 | Villars HC | 6-3 (5-1, 1-0, 0-2) | HC Crans-Montana |  |

| 24 novembre 1960 | HC Viège | 4-3 (2-0, 0-3, 2-0) | Servette HC |  |

| 26 novembre 1960 | HC Bâle-Rotweiss | 9-4 (2-1, 3-2, 4-1) | SC Rapperswil-Jona |  |

| 27 novembre 1960 | HC Gottéron | 7-2 (3-0, 1-0, 3-2) | HC Martigny |  |

|  | SC Langnau | 5-0 Forfait | HC Soleure |  |

|  | Lausanne HC | 5-0 Forfait | EHC Bülach |  |

### Huitièmes de finale
| 22 novembre 1960 | CP Fleurier | 1-2 (0-1, 0-0, 1-1) | Lausanne HC |  |

| 26 novembre 1960 | CP Berne | 6-3 (2-0, 2-3, 2-0) | HC Ascona |  |

| 30 novembre 1960 | HC Gottéron | 2-6 (1-4, 1-1, 0-1) | HC Ambrì-Piotta |  |

| 30 novembre 1960 | HC Sierre | 0-7 (0-2, 0-3, 0-2) | HC Viège |  |

| 4 décembre 1960 | HC Bienne | 5-6 (pr) (3-2, 2-1, 0-2, 0-1) | HC Bâle-Rotweiss |  |

| 8 décembre 1960 | Neuchâtel Sports Young Sprinters HC | 2-3 (pr) (0-2, 1-0, 1-0, 0-1) | Villars HC |  |

| 8 janvier 1961 | HC Lugano | 2-9 (0-2, 1-5, 1-2) | HC La Chaux-de-Fonds |  |

|  | Zürcher SC (T) | 5-0 Forfait | SC Langnau |  |

### Quarts de finale
| 14 décembre 1960 | CP Berne | 4-6 (1-2, 2-0, 1-4) | Zürcher SC (T) |  |

| 18 décembre 1960 | Villars HC | 5-2 (1-0, 4-1, 0-1) | HC Ambrì-Piotta |  |

| 26 décembre 1960 | HC Bâle-Rotweiss | 8-3 (3-1, 3-1, 2-1) | Lausanne HC |  |

| 12 janvier 1961 | HC La Chaux-de-Fonds | 1-8 (0-4, 0-3, 1-1) | HC Viège |  |

### Demi-finales
| 26 janvier 1961 | HC Viège | 6-1 (0-0, 4-0, 2-1) | Villars HC |  |

| 7 février 1961 | Zürcher SC (T) | 7-3 (2-0, 4-1, 1-1) | HC Bâle-Rotweiss | Aarau |

### Finale
| 23 février 1961 | Zürcher SC (T) | 5-3 (1-1, 2-1, 2-1) | HC Viège | Hallenstadion, Zurich 7 500 8 000 spectateurs |